# Uenohara

Uenohara (上野原市 Uenohara-shi?) este un municipiu din Japonia, prefectura Yamanashi.